# لانتانا شبه قلبية
لانتانا شبه قلبية (الاسم العلمي: Lantana subcordata) هي نوع نباتي يتبع جنس اللانتانا من فصيلة اللويزية.